# Прелом ребара
Прелом ребара, (лат. fractura costarum), је делимични или потпуни прекид континуитета ребара, настао као последица дејства механичке силе која надмашује отпорност коштаног ткива. Механичка сила на месту деловања оштећује и меке структуре па су преломи ребара често удружени са нагњечењем, огуљотином или раздерином.

## Етиологија
Пошто грудни кош заузима велики део тела, он има истурени положај и често је склон повредама. У току тих повреда, ребра су највише изложена повредама, па и преломима ребара. Код млађих особа, захваљујући еластичности ребара, појава прелома је знатно ређе него код старијих особа, код којих осим закречености хрскавице настаје и старачка остеопороза.
Како је је средњи део грудног коша најистуренији, најчешће се преломи ребара јављају код средњих ребара, а најређе код горња три, која су на известан начин заклоњена кључном кости. Локализација прелома је најчешћа на предњим или задњим завојима, а проузрокована је непосредним (директним) или посредним (индиректним) дејством силе.

## Фактора ризика
Прелому ребра обично претходи значајна повреда и већина прелома ребара су последица несрећног догађаја. Преломи ребра могу настати и спонтано или у току неадекватне повреде у чијој основи су болести као што је остеопороза или коштане метастазе.
Најчешћи фактори ризика за прелом ребара су:
- Спортске активности
- Сенилност
- Злостављање
- Реанимација
- Метастазе костију
- Остеопороза
- Кашаљ

## Врсте прелома
Попречни преломи
Попречни преломи ребара обично су изазвани директним и снажним ударом механичког оруђа у грудни кош. Код ови прелома преломљени крајеви кости понекад бивају утиснути у дубину, па могу изазвати расцеп поребрице и повреде унутрашњих органа (плућа, срце, крвни судови)
Коси преломи
Коси преломи ребара обично су изазвани посредним дејством механичке силе, при компресији грудног коша. Најчешће су локализовани на предњој или задњој кривини. Код ових прелома фрагменти су оштри, а површина прелома је управљена медијално (према средини) или латерално (према споља), те ако је поломљено више ребара настаје знатна покретљивост и деформација зида грудног коша изнад места повреде.
Прелом у виду капка
Сегментални прелом ребара (два или више) у истим линијама (две или више), клинички је познат као „торакални (грудни) капак“. Зато се грудни капак, дефинише као прелома најмање три узастопна ребра на најмање две локације. Са тачке ургентног збрињавања ова врста прелома је значајна јер доводи до поремећаја вентилације плућа, са пратећом хипоксемијом. Грудни капак се може јати код 10% повреда зида грудног коша и, повезани су са стопом смртности до 36% због парадоксалног дисања, и дужих периода механичке вентилацију која може довести до упале плућа и сепсе.

## Дијагноза
За прелом ребара је карактеристично да се у око 40% случајева дијагностикују тек након након неколико дана од повреде. Зато сваки јак бол у пределу грудног коша, у клиничком раду треба схватити као могући прелом ребара.
Понекад се дијагноза прелома ребара поставља посредно, односно може се са сигурношћу закључити на основу постојања плућне контузије, хематопнеумоторакса, великих повреда крвних судова у грудном кошу.

### Објективни преглед
Дијагноза прелома ребра се често поставља опипавањем (палпацијом) на месту повреде, када се под прстима осећају неравнине на површини ребара, појава оштрог бола праћеног пуцкетањем (крепитацијама) и померањем делова поломљених ребара при јачем притиску.
Код болесника са преломима доњих ребара (9,10,11, ребро), може доћи до повреда трбушних органа и великих крвних судова, па при објективном прегледу то треба имати у виду.

### Радиолошка дијагностика
Сумња на прелом ребара најпоузданије се потврђује;
- Радиографијом грудног коша у неколико праваца,
- Ултразвучним прегледом
- Компјутеризованом томографијом.

Дијагностика прелом ребра није увек лака, као и дијагностика компликација ових прелома који морају правовремено бити уочени јер могу животно да угрозе повређеног због; крварења, повреда срчане и плућне марамице, плућа и органа трбуха.
Веома ретко на радиографији могу се уочити преломи првог и другог ребра. Како је за настанак ових прелома потребна велика контузиона сила, током прегледа треба обратити пажњу и на стање осталих органа у грудној дупљи, због могућих траума срца, расцепа бронхија и повреда великих крвних судова.
Такође радиолошком дијагностиком треба искључити и могуће друге повреде (нпр трбуха и трбушних органа, главе и врата и удова, укључујући и велике зглобове...) које могу бити удружене са преломом ребара.

## Терапија
Не постоји посебан третман за лечење прелома ребара, а основне мере терапије предвиђају;
Опште мере
- Купирање интеркосталног бола, је на првом месту, јер бол може озбиљно компромитовати дисања. Бол се трајније може купирати епидуралном блокадом или пласирањем епидуралног катетера.
- Мировање.
- Сузбијање кашља.
- Спречавање секундарне инфекције плућа.

Симптоматске мере
- Заустављање крварења.
- Санација расцепа срчане и плућне марамице, дијафрагме, јетре, слезине, црева.
- Санација пнеумоторакса и хемоторакса итд.

## Компликације
Као последица прелома ребара могу да настану разне компликације, прећене лакшим или тежим последицама;
Инфекција
На месту прелома, може настати инфекција изливене крви, са појавом остеомијелитиса (гнојења костију) или апсцеса (лат. abscessus) зида грудног коша, са могућом сепсом.
Повреде крвних судова
Сломљени крајеви ребара могу изазвати расцеп међуребарних крвних судова, и додуше ретко, довести до масне емболије, или смртоносног крварења у грудну дупљу, ако је истовремено поцепана и поребрица.
Повреде унутрашњих органа
Као последица прелома ребара могу настати повреде унутрашњих органа (грудног коша или трбуха) фрагментима поломљених ребара, као што су;
- Плућа, праћена појавом пнеумоторакса и хемоторакса, уз поремећај дисања, асфиксију и искрварење.[7]
- Срце (нешто ређе) може довести до његове тампонаде изливеном крвљу у срчану кесу или акутног застоја због поремећаја ритма.
- Дијафрагме (пречаге), прате обилна крварења и поремећај дисања због јаких болова
- Органи трбушне дупље, (јетра , слезина, желудац, црева)

Функционални поремећаји
Као последица прелома ребара могу настати следећи функционални поремећаји у грудном кошу:
- Умањен обим дисања, јер прелом ребара прати јак бол, који често, ограничава физиолошке покрете грудног коша.
- Ателектаза и секундарна упала плућа, јер код прелома ребара покрети ребара могу бити и веома опсежни и да спљоште грудни кош и тиме спрече ширење плућа код инспирације (удаха).[7]